# Matisse Didden
Matisse Didden (8 ottobre 2001) è un calciatore belga, difensore dell'Utrecht.

## Carriera
Ha iniziato a giocare a calcio nelle giovanili del Patro Eisden, con cui ha debuttato in prima squadra, militante nella terza divisione belga, nella stagione 2017-2018 . Successivamente è stato acquistato dal Genk che lo ha assegnato all'Under-18; ha continuato a giocare nelle giovanili del Genk fino al 2022, quando è stato assegnato al Jong Genk, dove ha trascorso tutta la stagione 2022-2023, riuscendo comunque a debuttare anche in prima squadra il 27 agosto contro il Seraing in Pro League.
Il 6 luglio 2023 è stato acquistato a titolo definitivo dal Roda JC, club della seconda divisione olandese, dove ha trascorso una stagione da titolare, raggiungendo con il club i play-off senza però centrare la promozione. Il 10 aprile 2024 ha firmato un quadriennale con l'Utrecht, club della prima divisione olandese.

## Statistiche

### Presenze e reti nei club
Statistiche aggiornate al 14 ottobre 2024
| Stagione        | Squadra         | Campionato      | Campionato | Campionato | Coppe nazionali | Coppe nazionali | Coppe nazionali | Coppe continentali | Coppe continentali | Coppe continentali | Altre coppe | Altre coppe | Altre coppe | Totale | Totale | Totale |
| Stagione        | Squadra         | Comp            | Pres       | Reti       | Comp            | Pres            | Reti            | Comp               | Pres               | Reti               | Comp        | Pres        | Reti        | Pres   | Reti   |        |
| --------------- | --------------- | --------------- | ---------- | ---------- | --------------- | --------------- | --------------- | ------------------ | ------------------ | ------------------ | ----------- | ----------- | ----------- | ------ | ------ | ------ |
| 2017-2018       | Patro Eisden    | D3              | 5          | 0          | CB              | 0               | 0               | -                  | -                  | -                  | -           | -           | -           | 5      | 0      |        |
| 2022-2023       | Jong Genk       | D2              | 22         | 2          | -               | -               | -               | -                  | -                  | -                  | -           | -           | -           | 22     | 2      |        |
| 2022-2023       | Genk            | D1              | 1          | 0          | CB              | 0               | 0               | -                  | -                  | -                  | -           | -           | -           | 1      | 0      |        |
| 2023-2024       | Roda JC         | 1D              | 32+2       | 1+0        | CO              | 1               | 1               | -                  | -                  | -                  | -           | -           | -           | 35     | 2      |        |
| 2024-2025       | Utrecht         | ED              | 4          | 0          | CO              | 0               | 0               | -                  | -                  | -                  | -           | -           | -           | 4      | 0      |        |
| Totale carriera | Totale carriera | Totale carriera | 64         | 3          |                 | 1               | 1               |                    | -                  | -                  |             | -           | -           | 65     | 4      |        |